# Ain't No Other Man
"Ain't No Other Man" är en låt med Christina Aguilera som är producerad av Aguilera, Charles Roane, DJ Premier, Harold Beatty och Kara DioGuardi. Den släpptes som singel den 13 juni 2006 och finns med på hennes tredje studioalbum, Back to Basics.
Låten, som är tillägnad maken Jordan Bratman, har nått sjätteplatsen på Billboard Hot 100 (juli 2006), och den erövrade förstaplaceringen på Billboard Hot Dance Airplay.

## Musikvideo
Musikvideon till "Ain't No Other Man" spelades in mellan den 1 och den3 maj 2006 i Los Angeles, Kalifornien med Bryan Barber som regissör. Videon hade premiär på MTV den 21 juni. 
Videon handlar om Baby Jane, Aguileras alter ego, som är en artist under 1920- och 1930-talen. I limousin anländer hon till en nattklubb där hon uppträder i påkostade kreationer, bland annat en guldglänsande kort klänning med halterneck.